# Patrizia Zappa Mulas
Patrizia Zappa Mulas (Milano, 22 giugno 1956) è un'attrice e scrittrice italiana.

## Biografia
Cresciuta in una famiglia di artisti (il fotografo Ugo Mulas era suo zio materno), a dieci anni viene accettata nella Scuola di danza della Scala. Terminato il liceo frequenta il corso di assistente alla regia del Piccolo Teatro di Milano. Qui conosce Massimo Castri che la convince a debuttare come attrice nell'Edipo di Seneca nella parte di Edipo adolescente. Dopo la chiusura del Centro Teatrale Bresciano, avvenuta nel 1982, prosegue come attrice con altri registi: Carlo Cecchi, Nanni Garella, Federico Tiezzi, Mario Missiroli, Luigi Squarzina, Giancarlo Cauteruccio e Beppe Navello.
Contestualmente all'attività sulla scena prosegue gli studi all'Università di Milano e si laurea nel 1988 in Estetica, con una tesi su Michail Bachtin e la teoria del romanzo.
Nel 1998 esce il suo primo libro, L'orgogliosa, pubblicato da La Tartaruga, seguono Rosa Furia e, per Nottetempo, il racconto Tigre adorata. 
Nel 2003 ha curato la pubblicazione di Tragedie da ridere. Dalla signorina snob alla vedova Socrate, raccolta di sketch, commedie e atti unici di Franca Valeri. Nel 2009 ha curato la pubblicazione di Di tanti palpiti. Divertimenti musicali di Franca Valeri con i testi della trasmissione radiofonica Classic jockey che la Valeri condusse nei primi anni settanta. Inoltre nel 2004 ha curato l'edizione delle opere di Alice Ceresa, tracciandone la figura con il saggio Ritratto di Alice, pubblicato nel 2013.
Nel 2006, in prima nazionale al Teatro Manzoni di Pistoia, è in scena insieme a Franca Valeri e Anna Maria Guarnieri ne Le serve di Jean Genet. Lo spettacolo viene ripreso nelle stagioni successive.
Nel 2013 pubblica il suo primo testo teatrale Chiudi gli occhi, segnalazione speciale al Premio Riccione. Il testo, prodotto dal Teatro di Roma, viene presentato in prima nazionale al Napoli Teatro Festival Italia il 24 giugno 2015. Nel 2016, sempre con la regia di Patrizia Zappa Mulas, viene portato in scena dagli allievi della Scuola di Teatro e Perfezionamento professionale del Teatro di Roma.

## Teatro
- Edipo di Seneca, regia di Massimo Castri (1978)
- Fantastica visione di Giuliano Scabia, regia di Massimo Castri (1978)
- Così è (se vi pare) di Luigi Pirandello, regia di Massimo Castri (1979)
- Caterina di Heilbronn di Heinrich von Kleist, regia di Massimo Castri (1981)
- Ivanov di Anton Čechov, regia di Carlo Cecchi (1982)
- Il borghese gentiluomo di Molière, regia di Carlo Cecchi (1984)
- Ricorda con rabbia di John Osborne, regia di Nanni Garella (1985)
- I masnadieri di Friedrich Schiller, regia di Nanni Garella (1986)
- Il dialogo nella palude di Marguerite Yourcenar, regia di Luca Coppola (1987)
- George Dandin di Molière, regia di Carlo Cecchi (1988)
- Il piacere dell'onestà di Luigi Pirandello, regia di Armando Pugliese (1988)
- Amleto di William Shakespeare, regia di Carlo Cecchi (1989)
- La vedova del sabato sera di Israel Horovitz, regia di Giorgio Treves (1991)
- Gl'ingannati dell'Accademia degli Intronati, regia di Carlo Cecchi (1991)
- Histoire du soldat di Igor' Fëdorovič Stravinskij, nella parte della principessa (1991)[senza fonte]
- La dodicesima notte di William Shakespeare, regia di Carlo Cecchi (1991)
- I sette contro Tebe di Eschilo, regia di Luigi Squarzina (1992)
- Adelchi di Alessandro Manzoni, regia di Federico Tiezzi (1992)
- Le parole al buio: dodici duetti e un monologo, di Paolo Puppa, regia di Silvano Piccardi, Asti Teatro (1992)
- Gl'innamorati di Carlo Goldoni, regia di Nanni Garella (1993)
- Adelchi di Alessandro Manzoni, regia di Mina Mezzadri (1993)
- Sei personaggi in cerca d'autore di Luigi Pirandello, regia di Nanni Garella (1993)
- Arsa di Giuseppe Manfridi, regia di Silvano Piccardi (1994)
- Ista laus pro nativitate et passione Domini, dai laudari perugini e da Jacopone da Todi, regia di Nanni Garella (1995)
- Ermengarda, da Adelchi di Alessandro Manzoni, regia di Nanni Garella (1995)
- L’avventura di Maria di Italo Svevo, regia di Nanni Garella, (1996)
- Lorenzaccio di Alfred de Musset, regia di Maurizio Scaparro (1996)
- Panico, scritto e diretto da Sara Poli (1996)
- Il caso Sofri, scritto e diretto da Luigi di Majo (1997)
- L'anniversario di Raffaella Battaglini, regia di Giampiero Solari (1997)
- Femmine folli d'amore, regia di Sara Poli (1997)
- Il pellicano di August Strindberg, regia di Mario Missiroli (1998)
- Trentasette. Il mistero del genio adolescente di Flavio Caroli (1999)
- Colette parlerà tristemente del piacere, conferenza immaginaria di Patrizia Zappa Mulas, allestimento di Sara Poli (1999)
- Né giovani né vecchi di Lidia Ravera, con Patrizia Zappa Mulas e Lidia Ravera (2000)
- Medea di Franz Grillparzer, regia di Ninni Bruschetta (2001)
- Colette parlerà (di quel primo piacere), conferenza immaginaria di Patrizia Zappa Mulas, a cura di Gigi Dall'Aglio (2001)
- Ariosto nei luoghi d'arte, drammaturgia e regia di Ruggero Cappuccio (2001)
- Intimo di Feydeau, da Feydeau, regia di Gigi Dall'Aglio (2002)
- Bang Bang/in Care di Lina Prosa, regia di Giancarlo Cauteruccio (2004)
- Edipo Re di Sofocle, regia di Franco Ricordi (2004)
- Morte di Ermengarda, da Adelchi di Alessandro Manzoni, regia di Sara Poli (2005)
- Sorelle, da Lidia Ravera, regia di Emanuela Giordano (2006), con Lina Sastri
- Le serve (Les bonnes) di Jean Genet, regia di Giuseppe Marini (2006), con Franca Valeri e Anna Maria Guarnieri
- Buon compleanno Samuel Beckett, serata ideata da Franco Quadri (13 aprile 2006), e con Franca Valeri
- Medea e la luna, da Corrado Alvaro, regia di Giancarlo Cauteruccio (2007)
- Donne informate sui fatti di Carlo Fruttero, regia di Beppe Navello (2009)
- Soldi, soldi, soldi, da Alberto Arbasino e Carlo Emilio Gadda, con Franca Valeri e Patrizia Zappa Mulas (2010)
- Il naufrago, da Enoch Arden di Alfred Tennyson, musica di Richard Strauss (2011)
- Il delirio di Ermengarda, di e con Patrizia Zappa Mulas, allestimento di Silvano Piccardi (2013)
- Prodigiosi deliri, ispirato a Sigmund Freud e Ludwig Binswanger, regia di Lorenzo Loris (2013)
- Non sono una santa, ma ti aspetto in Paradiso, monologo di Cesare Segre (2014)
- Chiudi gli occhi, scritto e diretto da Patrizia Zappa Mulas (2015)
- Milano che cammina, di e con Patrizia Zappa Mulas (2015)
- Les vent des amoureux, poema in lingua farsi di Albert Lamorisse recitato in italiano da Patrizia Zappa Mulas (2016)

## Filmografia

### Cinema
- Gentili signore, regia di Adriana Monti (1988)
- Viva gli sposi, regia di Gianluca Di Re (1988), cortometraggio
- La fine della notte, regia di Davide Ferrario (1990)
- Giamaica, regia di Roberto Jannone (1990), cortometraggio
- Il figlio di Bakunin, regia di Gianfranco Cabiddu (1997)

### Televisione
- Il diavolo nella bottiglia, da Robert L. Stevenson, regia di Tomaso Sherman, TV2, 23 giugno 1981

## Radio
- Elettra o La caduta delle maschere di Marguerite Yourcenar, regia di Luca Coppola, Rai, radiodue, 6 dicembre 1986.
- Le conspose, di Fatima Gallaire, regia di Marco Martinelli, 24 marzo 2000.
- After Juliet di Sharman Macdonald, regia di Giancarlo Cauteruccio, Rai, Radio 3, 2003
- Nemici, una storia d'amore di Isaac B. Singer, letto da Patrizia Zappa Mulas, Rai, Radio 3, 2013[4]
- Il ritratto di Alice, di e con Patrizia Zappa Mulas, RSI, Rete Due, 2013

Nel maggio 2021 per il programma "Ad alta voce" di Rai Radio 3 ha letto il libro "Il cappello del Prete" di Emilio De Marchi,  e nel gennaio 2024 "I padri lontani" di Marina Jarre.

## Audiolibri
- Readings. I capolavori di Charles Dickens, legge Patrizia Zappa Mulas, emons:audiolibri, 2012, ISBN 9788895703862.

## Opere
- L'orgogliosa, La Tartaruga, 1998, ISBN 9788877382832; et al., 2012, ISBN 9788864630687.
- Rosa Furia, La Tartaruga, 2000, ISBN 9788877383006.
- Tigre adorata, Nottetempo, 2006, ISBN 9788874520923.
- Purché una luce sia accesa nella notte, et al., 2010, ISBN 9788864630359.
- Chiudi gli occhi. Processo allo sguardo, Polimnia Digital Editions, 2015, ISBN 9788899193027.
- Il talento della vittima, SEM, 2019 ISBN 978-8893901888.